# Franz Krieg von Hochfelden
Franz Freiherr Krieg von Hochfelden (ur. 10 grudnia 1776 w Rastatt, zm. 17 kwietnia 1856 w Wiedniu) – gubernator Galicji, honorowy obywatel Lwowa.

## Życiorys
Mając 17 lat wstąpił do armii austriackiej. Następnie studiował prawo na uniwersytetach we Lwowie i Krakowie. Obrał karierę urzędniczą, zaczynał w 1803 jako koncypista w Krakowie a następnie w Gubernium we Lwowie. Kolejno awansował w 1807 był sekretarzem prezydialnym, w 1808 był radcą gubernialnym, w 1810 starostą w Brzeżanach, w 1815 radcą Gubernium, w 1829 wiceprezydentem Kamery Dworskiej w Wiedniu, w latach 1831-1847 prezydentem Gubernium Galicyjskiego. Członek założyciel (3 lipca 1845) Galicyjskiego Towarzystwa Gospodarskiego. Od 2 lipca 1846 do 1 sierpnia 1847 był gubernatorem Galicji. Przypisywany jest mu pomysł wykorzystania galicyjskich chłopów do stłumienia szlacheckiego powstania w 1846 roku. Jego dwuznaczna postawa w tym okresie doprowadziła do przejścia w stan spoczynku w następnym roku. W latach 1851–1856 był członkiem i prezesem mianowanej przez cesarza doradczej Rady Państwa.
Pochowany w Wiedniu w honorowym grobie na cmentarzu Hietzinger (sektor 4, nr 80).

## Wyróżnienia i odznaczenia
W 1818 otrzymał tytuł barona (Freiherr), od 1831 był tajnym radcą. 15 maja 1842 magistrat miasta Lwowa przyznał mu honorowe obywatelstwo w dowód najtkliwszej i niezgasłej wdzięczności za pomyślność tegoż miasta, które pod kierunkiem i za przyczynieniem się Waszej Excelencyi tak silnie się wzmaga. 
Był odznaczony orderem św. Stefana (1817), następnie Wielkim Krzyżem Orderu Leopolda i krzyżem komandorskim z diamentami orderu św. Stefana.  